# VLAN Query Protocol
Pour l’article homonyme, voir VLAN.
Le VLAN Query Protocol est un protocole de communication Client/Serveur inventé et utilisé par Cisco.